# انتخابات سراسری مالت (۲۰۱۷)
انتخابات سراسری مالت در ۳ ژوئن ۲۰۱۷ برگزار خواهد شد. در این انتخابات حزب کارگر به رهبری نخست‌وزیر جوزف موسکات، حزب ملی‌گرا به رهبری سیمون بوسوتیل و چهار حزب دیگر شرکت خواهند داشت. از سال ۱۹۶۲ این پرنامزدترین انتخابات از سوی احزاب خواهد بود.